# Boisseuil
Boisseuil este o comună în departamentul Haute-Vienne din centrul Franței. În 2009 avea o populație de 2.613 de locuitori.

## Evoluția populației
| An        | 1975 | 1982  | 1990  | 1999  | 2006  | 2009  |
| --------- | ---- | ----- | ----- | ----- | ----- | ----- |
| Populație | 838  | 1.223 | 1.558 | 1.969 | 2.409 | 2.613 |